# Kasachisch-russische Beziehungen
Die Kasachisch-russischen Beziehungen bezeichnen die bilateralen Beziehungen zwischen Kasachstan und Russland. Beide Länder sind Nachbarn und sie verbindet eine lange gemeinsame Geschichte. Das Kasachen-Khanat geriet im 18. Jahrhundert unter russischen Einfluss und wurde schrittweise in das Russische Kaiserreich eingegliedert. Zahlreiche Russen wurden in Kasachstan angesiedelt, welche bis heute eine bedeutende Minderheit im Land stellen. Durch die russische Niederlage im Ersten Weltkrieg kam es zu einer kurzen Phase der lokalen Autonomie, bevor Kasachstan 1925 als Kirgisische bzw. Kasachische Autonome Sozialistische Sowjetrepublik und ab 1936 als Kasachische Sozialistische Sowjetrepublik ein Teil der Sowjetunion wurde. Unter der Herrschaft von Josef Stalin kam es zu einer Hungersnot in Kasachstan in den 1930er Jahren mit über einer Million Toten. Durch die gezielte Ansiedelung zahlreicher Volksgruppen in Kasachstan wurden die ethnischen Kasachen zu einer Minderheit im eigenen Land. Mit dem Zerfall der Sowjetunion wurde Kasachstan schließlich im Dezember 1991 zu einem unabhängigen Staat. Das unabhängige Kasachstan lehnte sich außenpolitisch eng an Russland an und trat der Eurasischen Wirtschaftsunion und der Organisation des Vertrags über kollektive Sicherheit bei, welche beide als politische Projekte Russlands gelten. Beide Länder unterhalten enge Wirtschaftsbeziehungen. So ist Russland für Kasachstan der wichtigste Handelspartner und für den Transport seiner Ölexporte ist Kasachstan auf Russland angewiesen. Gleichzeitig ist Kasachstan aber auch auf die Wahrung seiner Souveränität bedacht und nach dem Beginn des Russischen Überfalls auf die Ukraine 2022 erfolgte eine Distanzierung zu Russland.

## Geschichte

### Russisches Reich

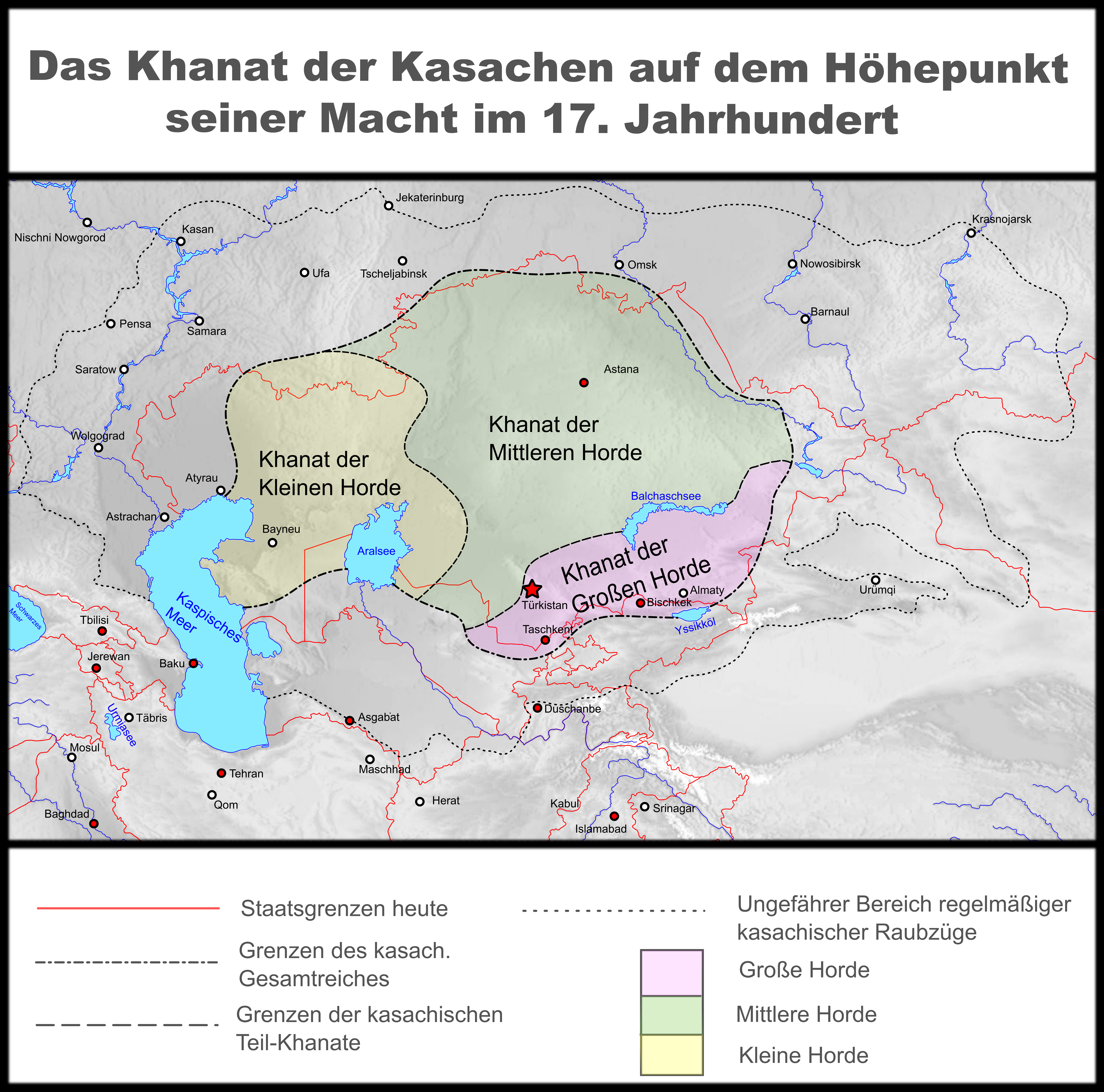
Kasachen-Khanat im 17. Jahrhundert

Während der Herrschaft von Kasym Khan von 1511 bis 1521 nahm das russische Zarenreich als erster großer Staat diplomatische Beziehungen mit dem Kasachen-Khanat auf. Mit der russischen Expansion nach Süden und Osten geriet dieses unter russischen Einfluss und die drei Horden des Khanats unterwarfen sich den Russen im 18. Jahrhundert. Nach der endgültigen Zerschlagung der Herrschaft der kasachischen Khane wurde 1868 das Generalgouvernement Turkestan eingerichtet, das den größten Teil des heutigen Kasachstans umfasste. Die russische Regierung siedelte zahlreiche Russen und Ukrainer in dem Gebiet an, denen Land der einheimischen Nomadenstämme zugeteilt wurde. Eine Reihe von Aufständen gegen die Fremdherrschaft und russische Kolonialisierung wurde von den Zaren niedergeschlagen. Im Jahr 1906 wurde die Trans-Aral-Eisenbahn zwischen Orenburg und Taschkent fertiggestellt, was die russische Kolonisierung der fruchtbaren Böden des Siebenstromland weiter erleichterte. Zwischen 1906 und 1912 wurden im Rahmen der Reformen des russischen Innenministers Pjotr Stolypin mehr als eine halbe Million russischer Bauernhöfe gegründet, die die traditionelle kasachische Lebensweise durch die Inanspruchnahme von Weideland und knappen Wasserressourcen massiv unter Druck setzten. Aus Hunger und wegen der Vertreibungen von ihrem Land schlossen sich viele Kasachen dem allgemeinen zentralasiatischen Aufstand gegen die Einberufung in die russische kaiserliche Armee an, die der Zar im Juli 1916 im Rahmen des Krieges gegen die Mittelmächte im Ersten Weltkrieg anordnete. Ende 1916 schlugen die russischen Streitkräfte den bewaffneten Widerstand gegen die Landnahme und die Einberufung der Zentralasiaten brutal nieder. Tausende von Kasachen wurden getötet, zahlreiche weitere flohen nach China und in die Mongolei. Die russische Niederlage im Ersten Weltkrieg ermöglicht es den Kasachen von 1917 bis 1920 das autonome Gebiet Alasch Orda zu etablieren, welcher Schauplatz des Russischen Bürgerkriegs wurde, den die Kommunisten gewinnen konnten. Die Auswirkungen des Bürgerkriegs führten in Kasachstan zu einer Hungersnot, der zwischen einem Fünftel und ein Drittel der Bevölkerung zum Opfer fiel.

### Sowjetzeit

Flagge der Kasachischen SSR

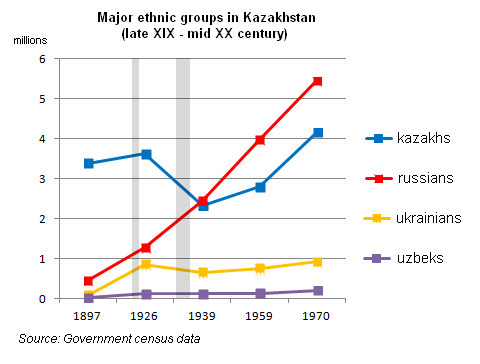
Entwicklung der Volksgruppen in Kasachstan (1897–1970)

Die 1920 gegründete Kirgisische Autonome Sozialistische Sowjetrepublik wurde 1925 in Kasachische Autonome Sozialistische Sowjetrepublik umbenannt, als die Sowjetregierung die Kasachen offiziell von den Kirgisen unterschied. Obwohl das Russische Reich den ethnischen Unterschied zwischen den beiden Gruppen anerkannte, nannte es sie beide „Kirgisen“, um Verwechslungen zwischen den Begriffen „Kasachen“ und „Kosaken“ zu vermeiden. Ende der 1920er Jahre ließ der sowjetische Diktator Josef Stalin die kasachische Führungsschicht hinrichten oder in Gulags deportieren. Die Sowjets starteten ein Programm zur zwangsmäßigen Sesshaftmachung und Enteignung der nomadischen Bevölkerung im Rahmen der Entkulakisierung und nahmen den Nomaden das zum Überleben notwendige Vieh. Die dadurch verursachte neuerliche Hungerkatastrophe kostete zwischen 1929 und 1933 zirka 1,3 bis 1,5 Millionen Menschenleben. Das war knapp ein Drittel der ethnischen Kasachen. Im 21. Jahrhundert hat diese Katastrophe in Kasachstan zu Diskussionen geführt, ob die Hungersnot einen Genozid darstellt. Die Hungersnot und die Tatsache, dass Stalin zahlreiche als politisch unzuverlässig eingestufte Gruppen nach Kasachstan deportieren ließ (wie die Kasachstandeutschen), veränderte die demografische Zusammensetzung des Landes nachhaltig. Der Anteil der ethnischen Kasachen nahm von 58,5 % im Jahre 1926 auf 37,8 % im Jahre 1939 ab. Ein weiterer demografischer Schock stellte der Zweite Weltkrieg dar, indem ein weiteres Zehntel der Bevölkerung starb.
Nach dem Ende des Krieges wurden ab 1949 Kernwaffentests auf dem Testgelände Semipalatinsk durchgeführt. Die Kasachische SSR war die zweitgrößte Unionsrepublik innerhalb der UdSSR und hatte dank der großen Rohstoffvorkommen (darunter Erdöl, Kohle, Erdgas und Uran) ein vergleichbar hohes wirtschaftliches Entwicklungsniveau. Auch in der sowjetischen Raumfahrt spielte Kasachstan durch den Weltraumbahnhof Baikonur eine wichtige Rolle. Die Gewinne aus den Rohstoffvorkommen flossen allerdings zum großen Teil in andere Unionsrepubliken. Die Kasachen blieben eine Minderheit in Kasachstan und die meisten höheren wirtschaftlichen und technischen Positionen waren von Russen besetzt. Mit der Machtübernahme von Michail Gorbatschow 1985 nahm der kasachische Nationalismus zu und 1986 kam es zu den Scheltoksan-Unruhen. Im März 1991 stimmte 95 % der Bevölkerung für den Verbleib der Kasachischen SSR in der UdSSR und die Annahme einer neuen Unionsverfassung, welche den Sowjetrepubliken Autonomie gewährt hätte. Nach dem gescheiterten Augustputsch in Moskau kam es schließlich zum Zerfall der Sowjetunion und als letzte Unionsrepublik erklärte die Kasachische SSR ihre Unabhängigkeit im Dezember 1991.

### Kasachisch-russische Beziehungen nach 1991
Das unabhängige Kasachstan wurde von dem ehemaligen kommunistischen Parteichef Nursultan Nasarbajew autoritär regiert, der sich außenpolitisch eng an Russland anlehnte. Kasachstan trat nach seiner Unabhängigkeit der Gemeinschaft Unabhängiger Staaten bei und unterzeichnete 1992 ein Freundschaftsabkommen mit Russland. Aufgrund der verwundbaren Position Kasachstan mit einer offenen Grenze zu Russland und der großen ethnisch russischen Bevölkerung hatte Kasachstan dabei nur einen begrenzten Spielraum. Das Land gab auch die aus der Sowjetzeit stammenden Atom- und Biowaffen ab, welche dort gelagert wurden. Im Dezember 1994 unterzeichnete Nasarbajew das Budapester Memorandum zusammen mit Russland, dem Vereinigten Königreich und den Vereinigten Staaten, die als Garanten fungierten, womit das Land auf seine Atomwaffen verzichtete. 1995 unterzeichneten Russland und Kasachstan einen Wirtschafts- und Militärpakt. Russland durfte auch weiterhin den Weltraumbahnhof in Baikonur betreiben und 2002 trat Kasachstan der von Russland dominierten Organisation des Vertrags über kollektive Sicherheit (OVKS) bei. Auch eine weitgehende wirtschaftliche Integration wurde vereinbart, mit einer gemeinsamen Zollunion seit dem Jahr 2010. Kasachstan war ein Gründungsmitglied der Eurasischen Wirtschaftsgemeinschaft, die 2015 zur Eurasischen Wirtschaftsunion wurde. Diese gilt als Integrationsprojekt für den post-sowjetischen Raum, mit einem gemeinsamen Markt der Staaten Russland, Belarus, Kirgisistan, Kasachstan und Tadschikistan. Gleichzeitig betonte Präsident Nasarbajew allerdings keine politische Union mit Russland zu planen.

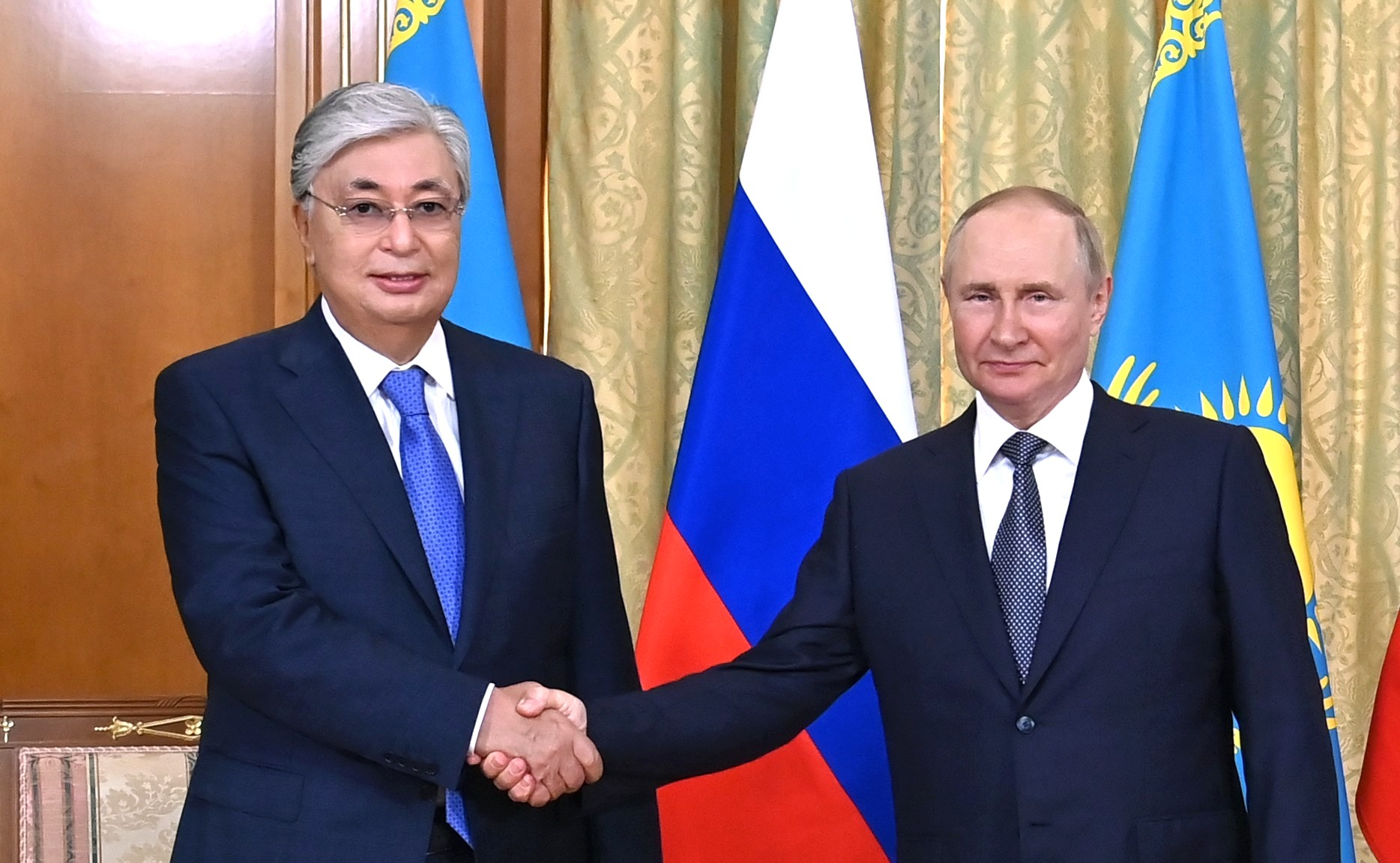
Qassym-Schomart Toqajew mit Wladimir Putin (2022)

Im Jahr 2013 löste Präsident Wladimir Putin eine Kontroverse aus, als er behauptete, dass „die Kasachen nie eine Staatlichkeit hatten“. Putins Äußerungen zu diesem Thema führten zu einer scharfen Reaktion von Präsident Nasarbajew, der ankündigte, dass das Land den 550. Jahrestag des kasachischen Khanats feiern würde, was Putins Behauptung, dass eine kasachische Nation nie existiert habe, widerlegte. Außerdem drohte er mit dem Austritt aus der Eurasischen Wirtschaftsunion und erklärte, die Unabhängigkeit des Landes sei sein „wertvollster Schatz“ und die Kasachen würden ihre Unabhängigkeit „niemals aufgeben“. Putin hatte den Zusammenbruch der Sowjetunion mehrmals als Katastrophe bezeichnet und die Annexion der Krim 2014 löste in Kasachstan Befürchtungen über einen möglichen Anschluss des mehrheitlich russisch besiedelten Norden Kasachstans an Russland im Stile der Krim aus. 2019 kam in Kasachstan Qassym-Schomart Toqajew als Nachfolger von Nasarbajew an die Macht, welcher die engen Beziehungen zu Russland vorerst weiterführte. Im Januar 2022 begannen schwere Unruhen in Kasachstan. Auf Ersuchen der Regierung Tokajew half Russland im Rahmen eines Einsatzes der Staaten der OVKS dabei, die regierungsfeindlichen Proteste niederzuschlagen.
Für eine deutliche Verschlechterung der Beziehungen sorgte der russische Angriff auf die Ukraine, der im Februar 2022 begann. Die kasachische Führung, einschließlich des kasachischen Außenministers Muchtar Tileuberdi, verurteilte die russische Invasion nicht und enthielt sich bei der UN-Abstimmung über deren Verurteilung, weigerte sich aber gleichzeitig, die russischen Volksrepublik Donezk und Volksrepublik Luhansk und später die russische Annexion der Süd- und Ostukraine anzuerkennen. Das kasachische Militär hat nicht nur humanitäre Hilfe in die Ukraine geschickt, sondern auch seine Ausgaben und seine Bereitschaft erhöht. Die Reaktion Kasachstans sorgte für Verärgerung in Russland und im Juni 2022 setzte Russland den Transport von kasachischem Öl für eine Zeit lang aus, nachdem Präsident Tokajew sich bei einem Treffen mit Putin erneut geweigert hatte, die russischen Separatisten in der Ukraine anzuerkennen. Nach der russischen Mobilmachung 2022 kam ein großer Zustrom von Russen in das Land, die sich der Einberufung zum Kampf in der Ukraine entziehen wollten. Kasachstan verschärfte deshalb im Januar 2023 die Aufenthaltsbestimmungen für Russen. Im April 2024 wurde das russische Propagandaportal Voice of Europe nach der Enttarnung und Schließung in Tschechien in Kasachstan wiedereröffnet.

## Wirtschaft
Gemeinsam mit der Volksrepublik China ist Russland für Kasachstan der wichtigste Handelspartner. 17,3 % der kasachischen Importe kamen aus Russland und 9,9 % der Exporte gingen 2021 dorthin. 2022 lag das Außenhandelsvolumen bei mehr als 28 Milliarden US-Dollar und erreichte damit einen Rekordwert. Die wichtigsten Handelsprodukte sind Maschinen, mineralische Produkte, Metalle, Chemikalien und landwirtschaftliche Erzeugnisse. Aufgrund der gemeinsamen Zollunion und dem Erbe der Sowjetunion sind die wirtschaftlichen Beziehungen sehr eng. Eine der aktivsten und umfangreichsten Beziehungen besteht im Bereich der Brennstoffe. Der Transit von kasachischem Öl durch Russland erfolgt im Rahmen des Kaspischen Pipeline-Konsortiums (CPC). Das CPC gehört zu je 50 Prozent den Regierungen Russlands und Kasachstans. Es bestehen zwischen beiden Ländern über 11.000 Joint Ventures in verschiedenen Wirtschaftsbereichen. Russische Rohstoffriesen wie Lukoil und Gazprom sind in Kasachstan tätig, aber auch Banken wie die Sberbank.
Auf Initiative des russischen Präsidenten Wladimir Putin schlossen Kasachstan, Usbekistan und Russland 2023 eine „Erdgasunion“.

## Kulturbeziehungen

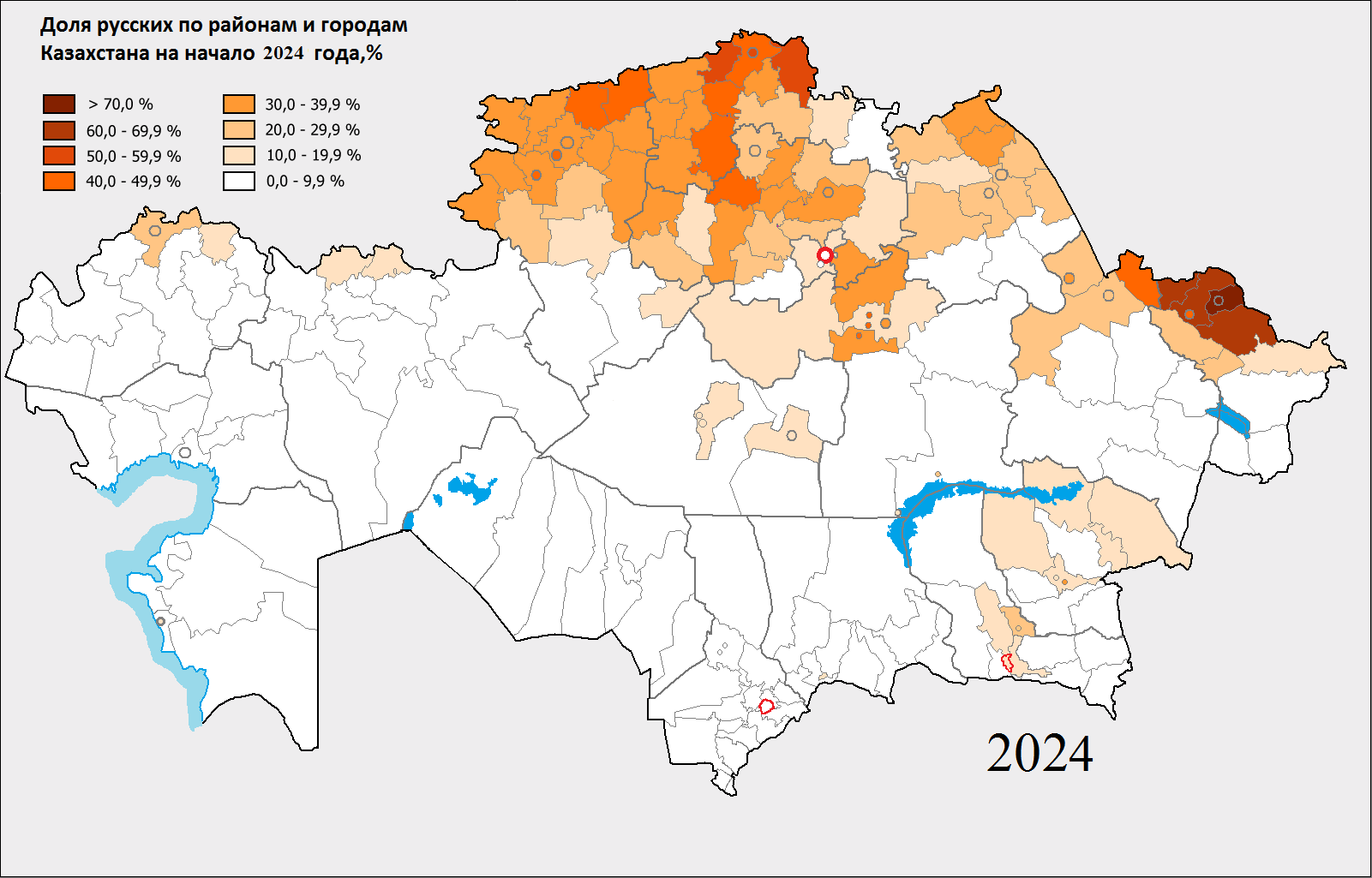
Anteil ethnischer Russen in Kasachstan (2021)

In Kasachstan lebten 2023 knapp 3,4 Millionen ethnische Russen, womit Russen knapp 18 % der Bevölkerung ausmachen. Der Anteil der Russen in Kasachstan ist durch niedrigere Geburtenraten und Auswanderung nach Russland allerdings deutlich rückläufig, so hatte er 1970 noch knapp 42 % betragen. Als Verkehrssprache ist das Russische weiterhin stark verbreitet in Kasachstan. Nach der Unabhängigkeit von der Sowjetunion verfolgte die kasachische Regierung eine Politik zur Entwicklung des Kasachischen zur Staatssprache, die den kasachischen Charakter des Landes bekräftigen und die kasachische Sprache und Kultur fördern sollte. Ein Aspekt dieser Politik war die Entscheidung der Regierung, Kasachstan in der ersten Verfassung des Landes von 1993 und in der zweiten Verfassung von 1995 als Nationalstaat der Kasachen zu definieren. Diese Indigenisierungspolitik in Verbindung mit fehlenden wirtschaftlichen Perspektiven befeuerte den Rückgang der russischen Bevölkerung im Land, da sich viele ethnische Russen zur Auswanderung entschieden. Russen bilden weiterhin die Mehrheit der Bevölkerung in Nordkasachstan. Das Kasachische wurde seit der russischen Herrschaft in dem Kyrillischen Alphabet beschrieben, bevor 2021 die Einführung des Lateinischen Alphabets verkündet wurde, die bis 2031 vollzogen werden soll.
In Russland lebt eine ethnisch kasachische Minderheit, welche 2021 knapp 600.000 Angehörige hatte. Die meisten Kasachen in Russland leben in den Grenzregionen zu Kasachstan.
Beide Länder haben zahlreiche kulturelle, technische und wissenschaftliche Abkommen geschlossen. Die Zusammenarbeit im Bildungswesen und in der Forschung ist sehr intensiv. Knapp 60.000 Kasachen studieren in Russland und Russland fördert kasachische Auslandsstudenten mit Stipendien. Kasachstan und Russland verwalten auch gemeinsam den Weltraumbahnhof in Baikonur.

## Diplomatische Standorte
- Kasachstan hat eine Botschaft in Moskau und Generalkonsulate in Sankt Petersburg, Astrachan und Omsk.
- Russland hat eine Botschaft in Astana und Generalkonsulate in Almaty und Oral.

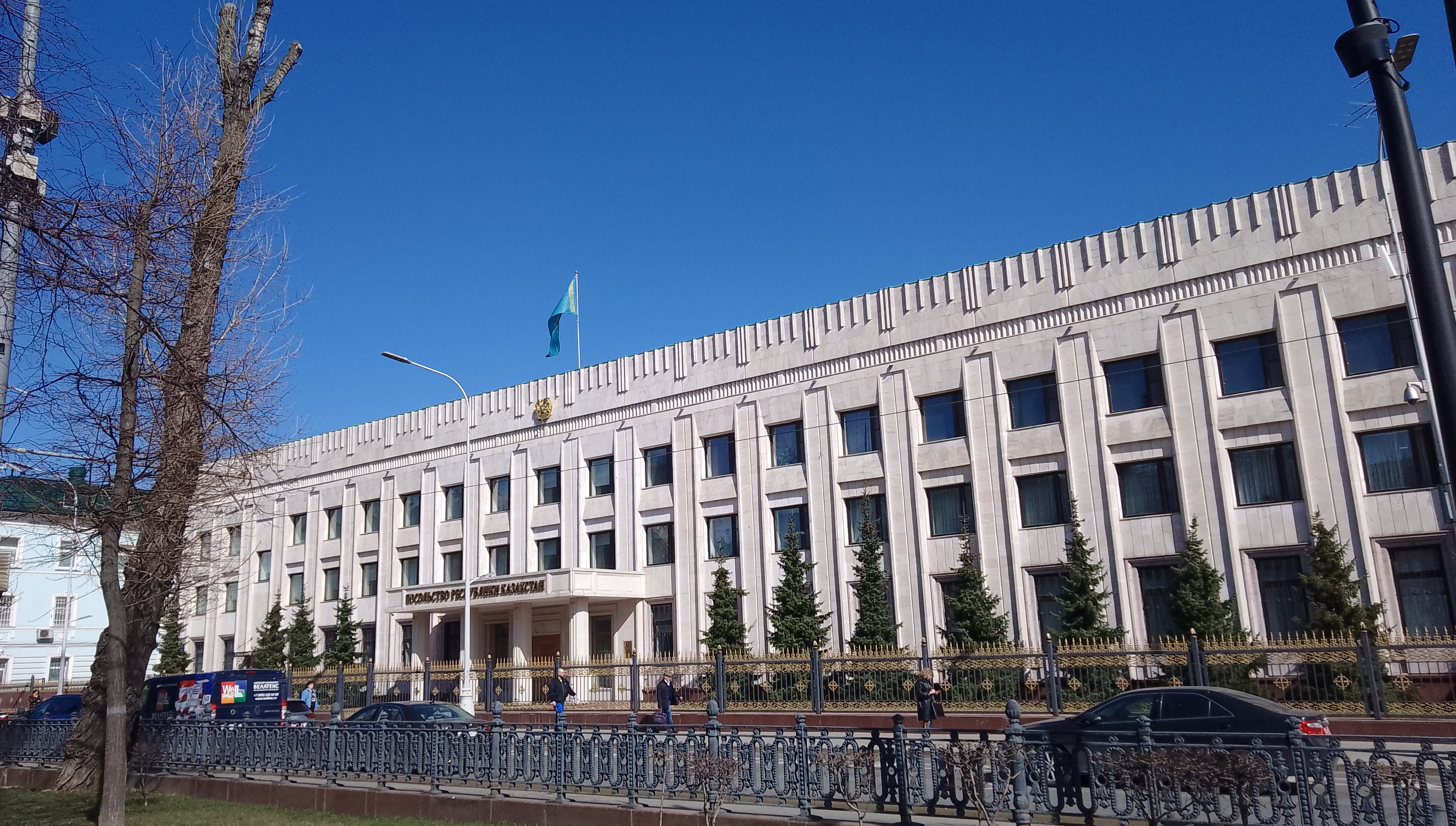
Kasachische Botschaft in Moskau
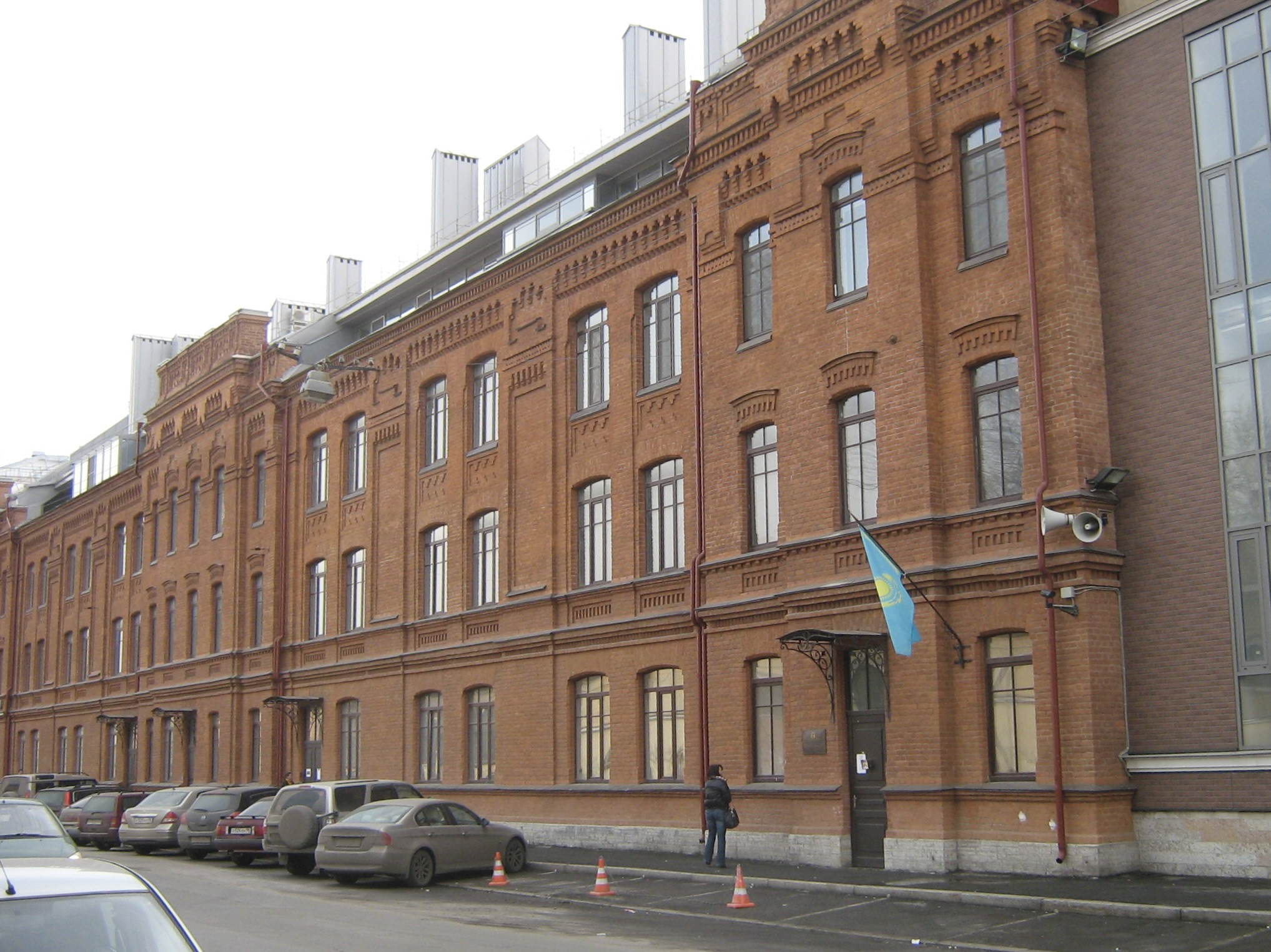
Kasachisches Generalkonsulat in St. Petersburg
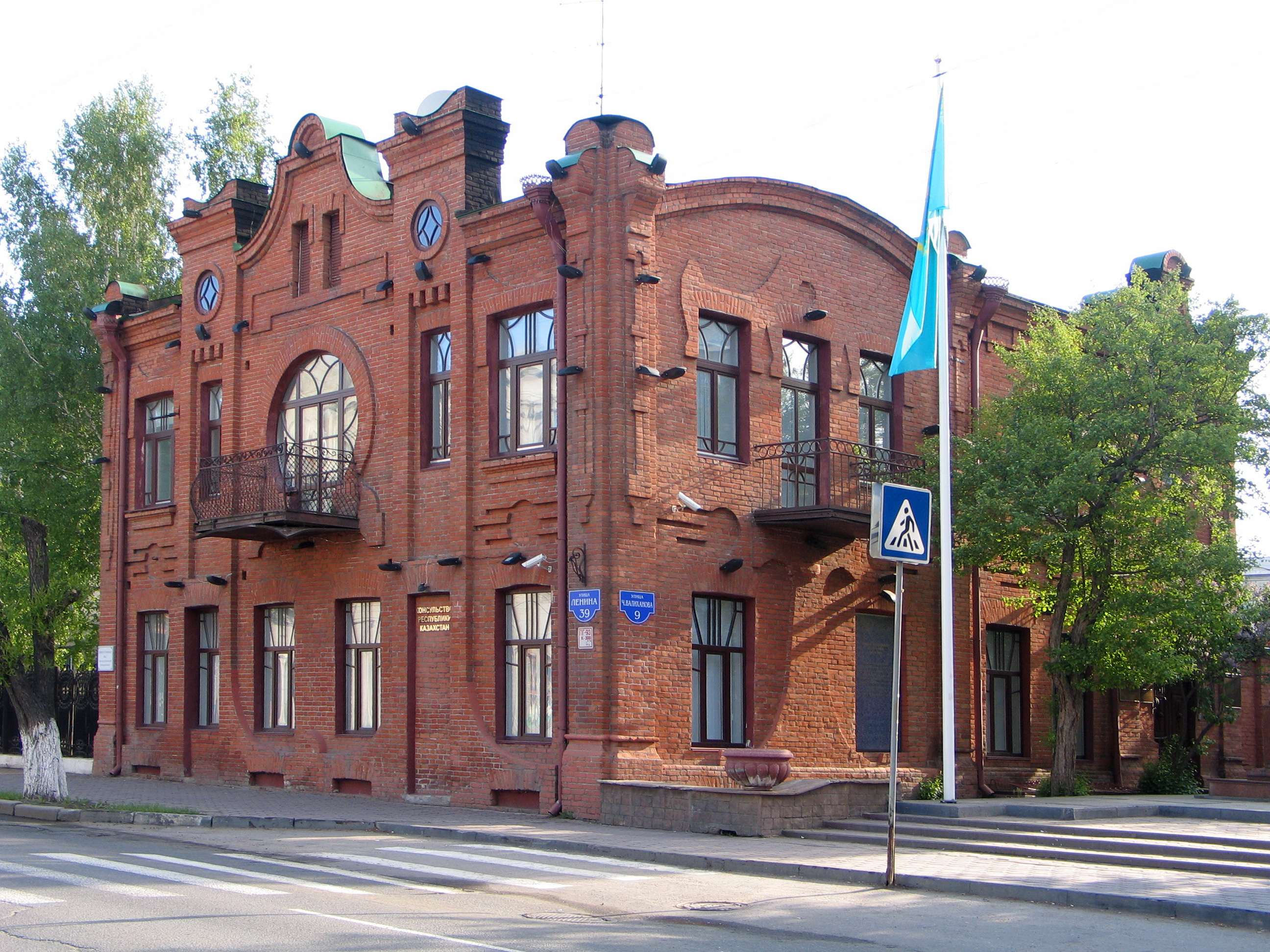
Kasachisches Generalkonsulat in Omsk
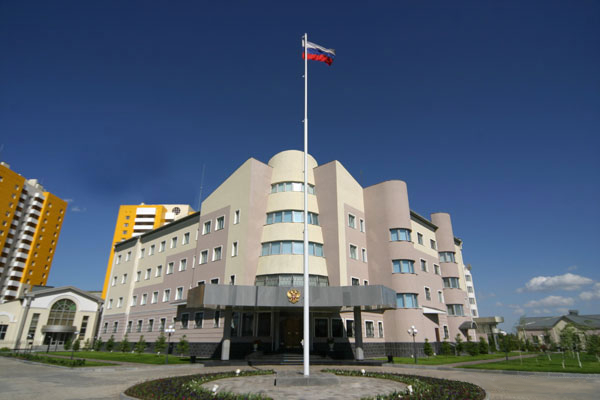
Russische Botschaft in Astana